# Dermatonotus muelleri
Dermatonotus muelleri is een kikker uit de familie smalbekkikkers (Microhylidae). De soort werd voor het eerst wetenschappelijk beschreven door Oskar Boettger in 1885. Oorspronkelijk werd de wetenschappelijke naam Engystoma Mülleri gebruikt. Het is de enige soort uit het geslacht Dermatonotus. De soortaanduiding muelleri is een eerbetoon aan August Müller.

## Uiterlijke kenmerken
De kikker heeft een typische, oker-achtige kleur op de rug. De flanken en buikzijde hebben een intens zwarte kleur die sterk afsteekt tegen de kleur van de rug. De flanken en buik zijn wit tot geel gespikkeld, de kikker heeft een plomp uiterlijk en een stompe, kleine kop.

## Verspreiding en habitat
De soort komt voor in Zuid-Amerika: Argentinië, Bolivia, Brazilië en Paraguay, en is aangetroffen tot een hoogte van 1500 meter boven zeeniveau. De habitat bestaat uit bossen, ondergelopen graslanden en vochtige savannen. De bodembewonende kikker heeft een gravende levenswijze buiten de paartijd, tijdens de paartijd plant de soort zich massaal voort in tijdelijke poelen en is dan massaal te vinden.

## Bedreigingen
Dermatonotus muelleri wordt in Argentinië bedreigd door agrarische ontwikkeling, in Paraguay wordt de kikker door verzamelaars gevangen voor de handel in exotische dieren. Omdat de soort algemeen voorkomt, is het verzamelen van exemplaren legaal, in tegenstelling tot veel andere kikvorsachtigen.